# هایک تیگرانیان
هایک ژیرایری تیگرانیان (ارمنی: Հայկ Ժիրայրի Տիգրանյան; زاده ۳۰ اکتبر ۱۹۸۴) یک خواننده اپرا اهل ارمنستان است. وی از کنسرواتوار دولتی کومیتاس ایروان فارغ‌التحصیل شده است.

## برخی از اجراها
- آیدا (اپرا) - جوزپه وردی
- لا تراویاتا - جوزپه وردی
- دون ژوان - ولفگانگ آمادئوس موتسارت
- کارمن - ژرژ بیزه
- آرایشگر شهر سویل - جواکینو روسینی
- لا بوهم - جاکومو پوچینی
- سیندرلا (اپرا) - جواکینو روسینی

## جستارهای ویژه
- فهرست خوانندگان ارمنی